# St. Margareta (Gutenberg)

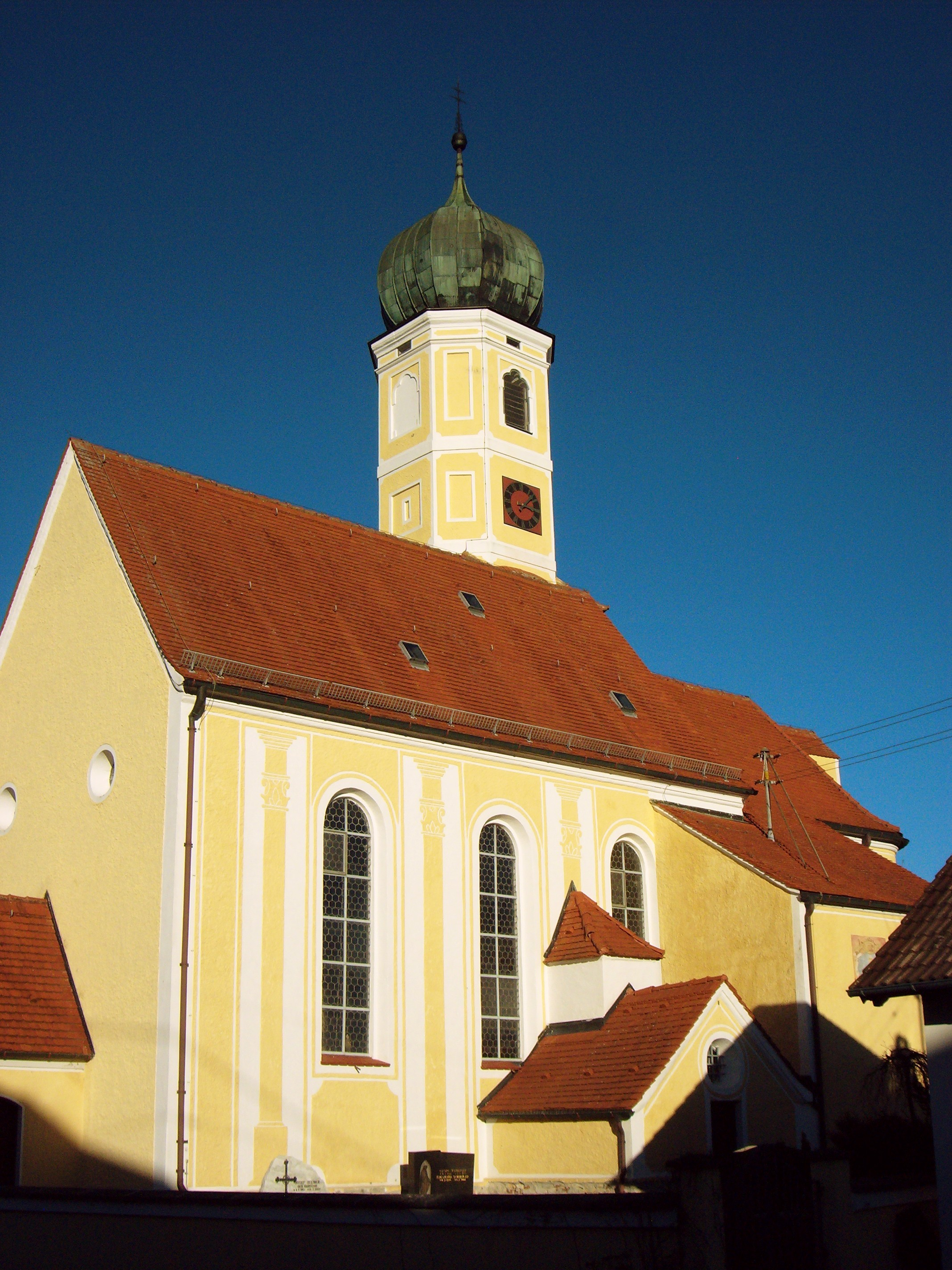
St. Margareta in Gutenberg

St. Margareta ist die römisch-katholische Pfarrkirche  in Gutenberg, einem Gemeindeteil von Oberostendorf im Landkreis Ostallgäu in Bayern. Das denkmalgeschützte Bauwerk ist in der Liste der Baudenkmäler in Oberostendorf unter der Nr. D-7-77-155-9 eingetragen. Die Pfarrei gehört zum Dekanat Kaufbeuren des Bistums Augsburg.

## Beschreibung
Das im Kern spätgotische Langhaus der Saalkirche wurde 1790/91 ausgebaut. Der eingezogene, flachrund geschlossene Chor im Osten wurde zeitgleich erneuert. Die unteren spätgotischen Geschosse des Chorflankenturms auf quadratischem Grundriss an seiner Nordwand wurden 1790/91 mit zwei achteckigen aufgestockt, um die Turmuhr im unteren und den Glockenstuhl im oberen Geschoss unterzubringen, und mit einer Zwiebelhaube bedeckt. An der Südseite des Langhauses wurde von Georg Hörmann 1746 eine Kapelle über der Gruft seiner Familie aus Kaufbeuren angebaut. Der Innenraum des Langhauses ist mit einem Stichkappengewölbe überspannt, das auf Pilastern ruht. Die Fresken, im Chor mit der Anbetung der Hirten und im Langhaus mit der Kreuzigung Christi, hat 1791 Georg Alois Gaibler gestaltet. Der Hochaltar wird von den Statuen des Ulrich von Augsburg und des Nikolaus von Myra flankiert. Das Altarretabel mit der Darstellung der Margareta von Antiochia wird Konrad Huber zugeschrieben.
Die Orgel mit 13 Registern, verteilt auf zwei Manuale und einem Pedal wurde 2005 von Maximilian Offner gebaut.